# Pfarrkirche Kasten bei Böheimkirchen

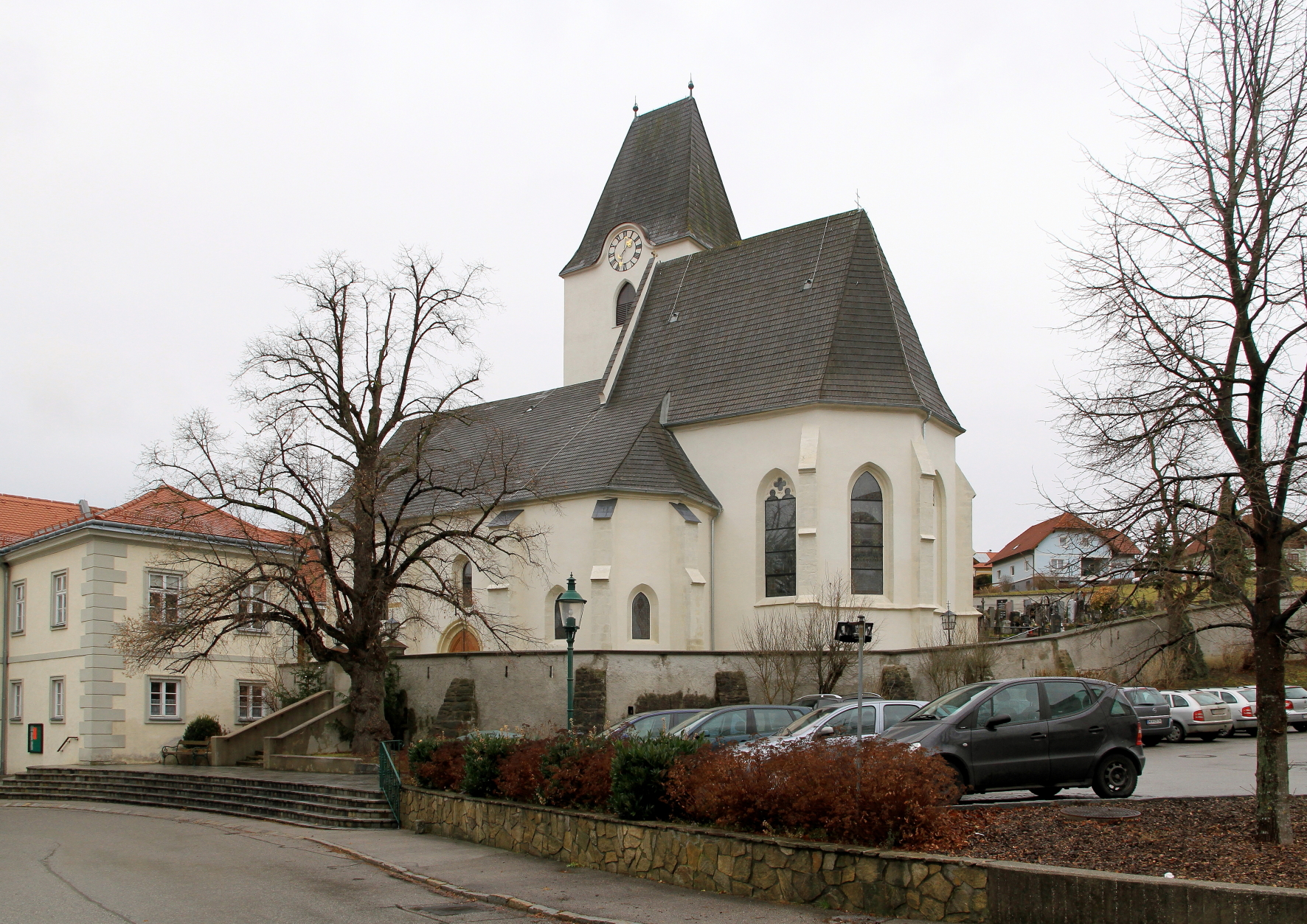
Katholische Pfarrkirche hl. Mauritius in Kasten bei Böheimkirchen

Die römisch-katholische Pfarrkirche Kasten bei Böheimkirchen steht leicht erhöht im Norden des Ortes in der Gemeinde Kasten bei Böheimkirchen im Bezirk St. Pölten-Land in Niederösterreich. Die dem Patrozinium des Heiligen Mauritius unterstellte Pfarrkirche gehört zum Dekanat Neulengbach in der Diözese St. Pölten. Die Kirche und der Friedhof stehen unter Denkmalschutz (Listeneintrag).

## Geschichte
Urkundlich 1248 eine Filiale der Pfarrkirche Böheimkirchen wurde 1265 die eigene Pfarre gegründet, welche bis 1784 dem Stift St. Pölten inkorporiert war.
Langhaus, Hauptchor und der ursprünglich zweigeschoßige kapellenartige Südschiff entstanden in der ersten Hälfte des 15. Jahrhunderts. Um 1700 wurde das Langhaus umgebaut und nach Westen verlängert. 1964/1965 war eine Restaurierung.

## Architektur
Die im Kern spätgotische Wehrkirche mit einem südlichen Nebenchor und einem massiven Nordturm ist von einem ummauerten Friedhof umgeben, die zum Hauptplatz gerichtete Mauer hat in rechteckigen Nischen Schlüsselscharten.

## Einrichtung
Den Hochaltar als neugotisches Nischenretabel schuf der Bildhauer Leopold Hofer 1906, er trägt die Statuen hl. Mauritius flankiert von den Heiligen Peter und Paul. Einen Seitenaltar als neugotisches Nischenretabel schuf Josef Kepplinger 1895, er trägt die Statuen Maria mit Kind flankiert von den Heiligen Anna und Josef oder Joachim.
Die Orgel mit 13 Registern baute Gregor Hradetzky 1981 in einem neugotischen Gehäuse aus 1885.